# Michele Bellomo
Michele Bellomo (Caltanissetta, 6 agosto 1932) è un politico italiano.

## Biografia
Esponente della Democrazia Cristiana, venne eletto al Consiglio regionale della Puglia e ricoprì anche l'incarico di assessore dall'ottobre 1985 all'ottobre 1990. Fu presidente della Regione dal 1990 al 1992.
È padre di Davide Bellomo, deputato della Lega nella XIX legislatura.